# Sebastian Nanasi
Sebastian Nanasi (* 16. Mai 2002 in Kristianstad) ist ein schwedischer Fußballspieler, der aktuell bei Racing Straßburg in der Ligue 1 unter Vertrag steht.

## Karriere

### Verein
Nanasi begann seine fußballerisch Ausbildung bei Viby IF. Bis 2018 spielte er anschließend bei Kristianstad FC in seiner Geburtsstadt. Im Januar 2018 erhielt er beim Drittligisten einen Erstmannschaftsvertrag. Gegen Eskilsminne IF debütierte er am 7. April 2018 (1. Spieltag), nachdem er in den letzten Minuten ins Spiel kam. Einen Monat später (5. Spieltag) schoss er bei einem 1:1-Unentschieden den Ausgleich nach Einwechslung und somit sein erstes Tor seiner Karriere im Erwachsenenbereich. In der gesamten Saison 2018 spielte er, bis zur Sommerpause, elfmal, wobei er zweimal traf. Im Sommer 2018 wechselte er zum Erstligisten Malmö FF. Kurz darauf wurde er an den Ligakonkurrenten Varbergs BoIS verliehen. Für seinen Leihklub gab er sein Allsvenskan-Debüt bei einer 1:2-Niederlage gegen den IFK Göteborg. In der gesamten Saison spielte er jedoch nur sechsmal für seinen zeitweisen Arbeitgeber. Am 10. April 2021 (1. Spieltag) gab er gegen Hammarby IF sein Debüt für seinen eigentlichen Klub in der Allsvenskan, als er in der 84. Minute für Sören Rieks ins Spiel kam. Gegen den Riga FC spielte er am 7. Juli 2021 das erste Mal international, als er in der Champions-League-Qualifikation in der Startelf stand. Am 25. September 2021 (21. Spieltag) schoss er gegen den Örebro SK sein erstes Tor im Profifußball, als sein Team mit 5:1 gewann. Im Sommer 2022 wurde er für den Rest der Saison bis zum Jahresende an Kalmar FF verliehen. Zur neuen Saison 2023 kehrte er nach Malmö zurück.
Im August 2024 wechselte er zu Racing Straßburg.

### Nationalmannschaft
Im Mai 2018 spielte Nanasi dreimal für die U16-Nationalmannschaft Schwedens, wobei er zweimal traf. Für die U17-Junioren traf er achtmal in 15 Partien, worunter sich zwei Einsätze bei der U17-EM 2019 befanden. Zwischen September 2019 und Januar 2020 traf er zweimal in fünf U18-Freundschaftsspielen.
Anfang Januar 2023 berief ihn Nationaltrainer Janne Andersson für zwei Freundschaftsspiele gegen Finnland und Island erstmals in den Kader der schwedischen A-Nationalmannschaft. Nanasi kam daraufhin in beiden Partien zum Einsatz.

## Erfolge
Malmö FF
- Schwedischer Meister: 2021
- Schwedischer Pokalsieger: 2022, 2024